# AMX–30
Az AMX-30 a francia hadsereg közepes harckocsija volt, az Ateliers de Construction d’Issy-les-Moulineaux (AMX) a francia nehézpáncélzatú harcjárművek gyártója tervezte. Gyártása 1966-ban kezdődött és 1993-as leállásáig 2000 darabot állítottak elő. A francia hadsereget a II. világháború befejezése után amerikai M4 Sherman és francia ARL 44 harckocsikkal fegyverezték fel. Ezeket az 1950-es évek közepétől amerikai M47-es típusra cserélték le a kölcsönös védelmi segédprogram keretében (MDAP). 1957-ben francia, nyugat-német projekt indult egy korszerű harckocsi kifejlesztésére. A francia prototípus az AMX-30-as lett, a németek Leopard 1 harckocsijával szemben. 
Az AMX-30 az első generációs NATO harckocsik közül a legkönnyebb szerkezetű, teste hengerelt acéllemezekből készült, tornya öntött konstrukció. Főfegyverzete egy 105 mm-es huzagolt harckocsiágyú, lőszerjavadalmazása 47 darab, ezenkívül egy 20 mm-es párhuzamosított gépágyút és egy 7,62 mm-es légvédelmi géppuskát is beépítettek. A harckocsi képes átkelni legfeljebb 2 méter mély vízen is.

## Bevetés az öbölháborúban
A francia hadsereg 387 AMX-30 és 659 AMX-30b2-t szerzett be, az utóbbin számos fejlesztés található, közöttük egy integrált tűzvezető rendszer, amely lézeres távolságmérőt és egy alacsony fényű TV-rendszert tartalmaz, és egy új erőátvitellel rendelkező továbbfejlesztett meghajtó rendszert. Az AMX-30 az 1991-es öbölháborúban került először bevetésre, ahol a koalíciós inváziós erők balszárnyán a 6. Könnyű Páncélos Hadosztályt támogatta. Az AMX-30 alváza számos egyéb jármű bázisát képezte, mint például a Pluton taktikai nukleáris rakétavető, önjáró légvédelmi ágyú, műszaki mentő, hídvető és műszaki jármű. A harckocsi a francia hadseregen kívül az iraki, szaúd-arábiai és a spanyol hadseregekben is szolgált.

## Alkalmazók
- Bosznia-Hercegovina hadereje – (52 AMX 30)
- Chile hadereje – (60 AMX 30, 39 AMX 30B2)
- Ciprus hadereje – (102 AMX 30B2)
- Franciaország hadereje – (387 AMX 30, 659 AMX 30B2)
- Görögország hadereje – (140 AMX 30G)
- Katar hadereje – (24 AMX 30S)
- Szaúd-Arábia hadereje – (290 AMX 30S és AMX 30SA)
- Spanyolország hadereje – (299 AMX 30)
- Az Egyesült Arab Emírségek hadereje – (64 AMX 30), 280 darab AMX-30E gyártottak le licenc alapján,
- Venezuela hadereje – (82 AMX 30V, +4 AMX 30D)

## Változatok
- AMX 30 D: szerelő-jármű
- AMX 30 AuF1: 155 mm-es önjáró löveg
- AMX 30 EBG: páncélozott műszaki jármű
- AMX-30 Bridge: hídvető műszaki jármű
- AMX 30 ROLAND: Roland föld-levegő rakéta rendszer
- AMX 30 PLUTON: Pluton harcászati nukleáris rakéta hordozó jármű
- AMX 30 B2: fejlesztett változat, új fedélzeti számítógéppel
- AMX 30 EBD: páncélozott aknaszedő jármű
- AMX 30 BRENUS: reaktív páncélzattal ellátott harcjármű
- AMX 30 FORAD: külsőleg átalakított gyakorlóváltozat
- AMX 32: export változat prototípusa, erősebb páncélzattal, de rossz mozgékonysággal

## Galéria

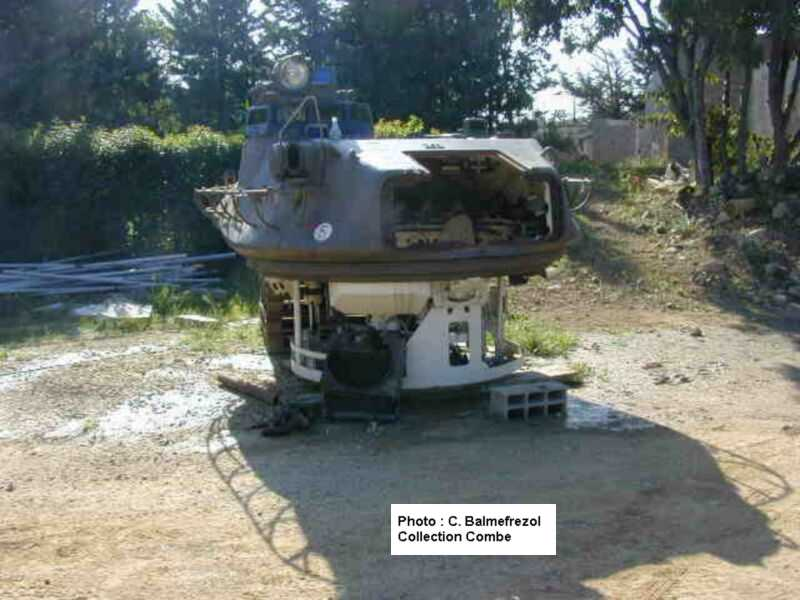
az AMX-30 tornya löveg nélkül
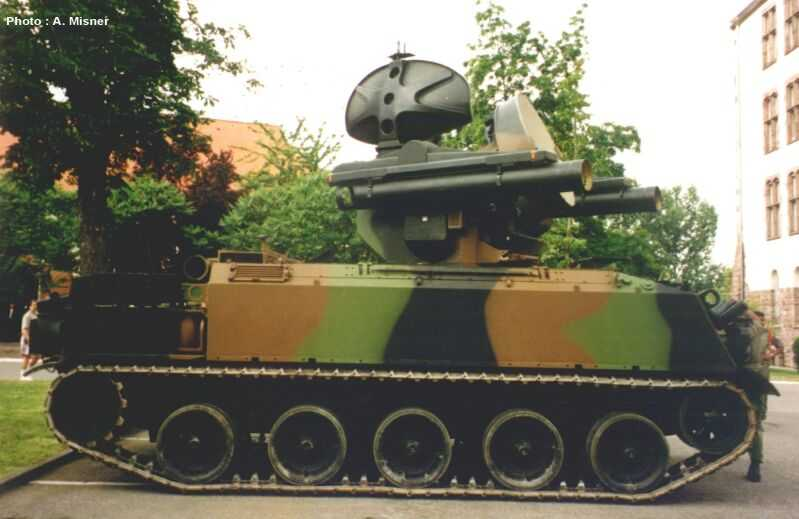
Roland föld-levegő rakéta rendszer
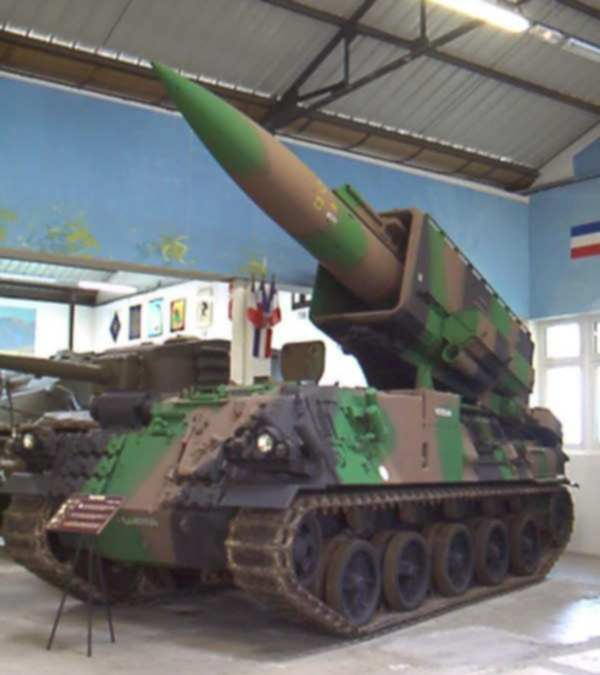
AMX-30 Pluton harcászati nukleáris rakéta hordozó
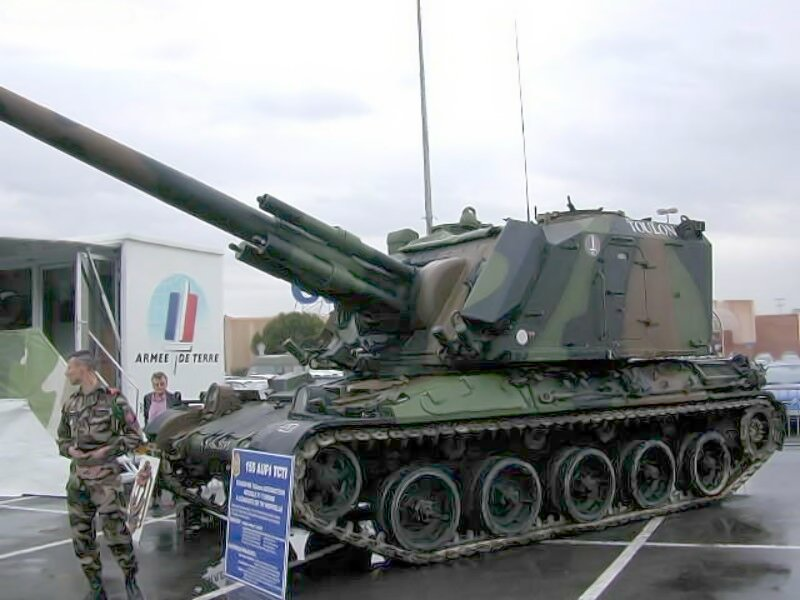
155 mm-es önjáró löveg
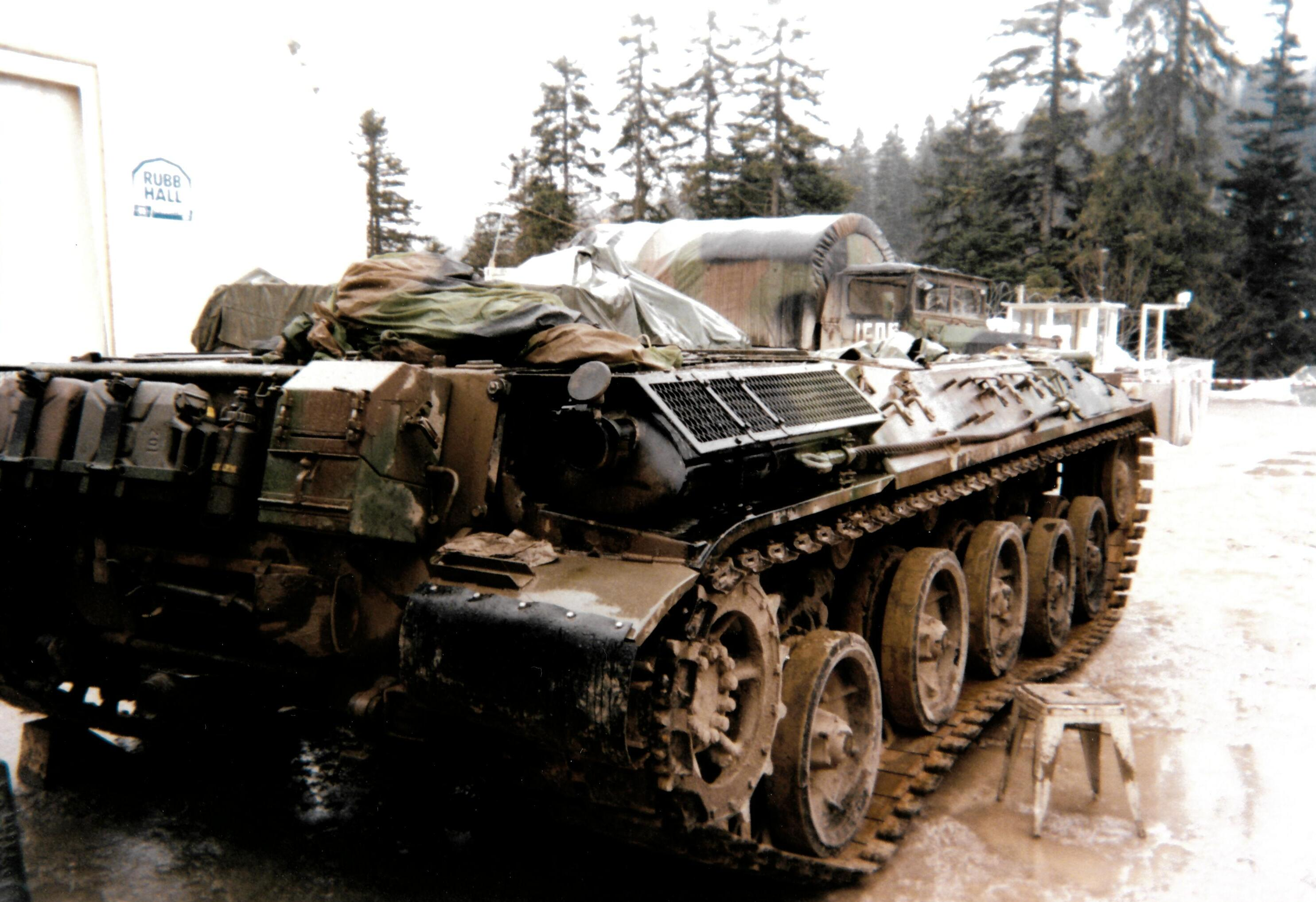
az AMX-30-as páncélteste